# تو عاشقون
تو عاشقون اتاقی است حفر شده در دل یک تپه صخره‌ای در شوشتر و کنار بقعه امامزاده عبدالله شوشتر. تو به معنی اتاق است و منظور اتاق عشاق است. مدخل این اتاق هلالی سنگی است و یک طاقچه سنگی نیز درون اتاق وجود دارد. می‌گویند این حفره سنگی جای عبادت زاهدان بوده، شاید هم جای راز و نیاز عاشقان، یا محل گوری قدیمیتر از دوران اسلامی که بعدها بدین صورت در آمده‌است و هم‌اکنون در زیر آبشاری مصنوعی مربوط به پارک امامزاده عبدالله است.
این اتاق قدیمی‌ترین سازه صخره‌ای شهر شوشتر به‌شمار می‌آید که در زمان سلجوقی احتمالاً محل اعتکاف و گوشه نشینی عابدان و زاهدان بوده‌است. در حال حاضر این اتاق سنگی به وسیله یک در آهنی کاملاً مسدود شده و کلید آن در اختیار کارکنان شهرداری است. متأسفانه به دلیل تنگ نظری و بی مبالاتی مسئولان اکنون روی این اثر  معماری صخره‌ای باستانی، آلاچیق ژاپنی ساخته شده‌ و به وسیله آبشار مصنوعی پارک، ساختار آن در خطر آسیب قرار گرفته است.